# G.I. Bill
La "Servicemen's Readjustment Act", comúnmente conocida como G.I. Bill (en español, Ley de Reajuste de Militares) fue una norma aprobada por las cámaras de Estados Unidos en junio de 1944 que proporcionaba una serie de beneficios a los soldados veteranos de la Segunda Guerra Mundial, siempre y cuando no fueran afroamericanos, que regresaban a su país (conocidos como G.I.), con el fin de proporcionar a las tropas desmovilizadas un mecanismo legal que les permitiera acceder a la financiación de estudios técnicos o universitarios, junto con una pensión que ayudase a su subsistencia durante un año. La ley también otorgaba a los soldados facilidades para obtener préstamos para adquirir viviendas o iniciar una actividad empresarial. La ley G.I. Bill original expiró en 1956, pero el término "G.I. Bill" ha seguido utilizandose para referirse a los programas creados para ayudar a algunos de los veteranos del ejército estadounidense.

## Origen
La idea de otorgar beneficios financieros y ayudas sociales a los soldados que retornasen del frente era una idea que se planteó la opinión pública estadounidense, al preguntarse cuál sería el destino de los miles de soldados movilizados durante la Segunda Guerra Mundial, cuando terminase el conflicto. El Producto interior bruto de EE. UU. había aumentado desde diciembre de 1941 debido a la fuerte expansión industrial nacida de la Segunda Guerra Mundial, superando así los efectos de la Gran Depresión, pero era una preocupación para el gobierno de Roosevelt determinar cómo afrontarían los veteranos de guerra su reinserción en la economía del país.
De hecho, el gobierno de Franklin Delano Roosevelt deseaba evitar que cuando los veteranos de guerra volviesen a Estados Unidos quedasen desprotegidos y se repitiera la crisis ocurrida en 1932 cuando 10 000 excombatientes de la Primera Guerra Mundial (el llamado Bonus Army) marcharon hasta Washington D. C. para exigir el pago de sus bonos otorgados por el gobierno a cambio de sus servicios. Tal episodio acabó con un enfrentamiento violento entre los veteranos y las tropas enviadas para dispersarlos, con la consiguiente indignación pública.

## Aprobación y consecuencias
El proyecto del G.I. Bill fue presentado por el republicano Harry W. Colmery, en la Cámara de Representantes, el 10 de enero de 1944, pasando al Senado al día siguiente. Ambas asambleas aprobaron versiones diferentes de la ley, logrando concordancias en cuanto a las ayudas para educación y para préstamos en la compra de casas, pero con discrepancia respecto al pago de un subsidio de desempleo.
Un cuestionamiento importante fue la entrega de un pago directo en dinero a los veteranos de guerra, temiendo que este abono les desalentaría de buscar trabajo inmediato, otra discusión surgió sobre la aptitud de los exsoldados (muchos de ellos provenientes de familias obreras o campesinas) para seguir estudios de nivel superior. No obstante estas críticas fueron superadas por presión de la opinión pública y el presidente Roosevelt promulgó el G.I. Bill el 22 de junio de 1944.
Los beneficios entregados a los excombatientes de la Segunda Guerra Mundial por el G.I. Bill en cuanto a acceso a la instrucción superior y a vivienda fueron masivamente aprovechados por los veteranos, en tanto tales facilidades resultaban útiles para reinsertarse en la vida civil; al mismo tiempo se evitaba una masa de veteranos empobrecidos después de ser licenciados de las fuerzas armadas, con los riesgos de seguridad pública y conmoción social que esto podía causar. 
Una consecuencia del G.I. Bill fue permitir que veteranos sin dinero y sin educación previa pudieran recibir instrucción técnica o profesional, mejorando su nivel de vida, y que otros miles obtuvieran condiciones ventajosas de crédito financiero para adquirir casas, creándose barrios residenciales populares en la periferia de las grandes ciudades de EE. UU., que antes de 1945 eran habitadas principalmente por las clases adineradas. Si bien una preocupación de la posterior administración de Harry S. Truman era el gasto que generaría otorgar pensiones anuales a los veteranos, la dinamización económica de posguerra permitió que la mayoría de éstos pudiera prescindir de las pensiones antes de un año de haber sido licenciados, reduciéndose desde 1946 el gasto público esperado.
Otra consecuencia no prevista del G.I. Bill fue que al ser aprobada por el gobierno federal de EE. UU. podría aplicarse a toda clase de veteranos, sin distinción racial, impulsando que los veteranos de raza negra y de otras minorías accedieran a dichos beneficios y se establecieran progresivamente cada vez más en zonas urbanas, abandonando el medio rural.
El éxito del G.I. Bill tras la Segunda Guerra Mundial motivó que en 1952, tras la guerra de Corea se aprobase una ley similar (también llamada Servicemen's Readjustment Act), que se volvió a repetir con los veteranos de la guerra de Vietnam en 1966 con la ley denominada Veterans Readjustment Benefits Act (modificada y mejorada en 1972), con beneficios expandidos para los excombatientes de esta última, en tanto el aumento del costo de vida y las exigencias del mercado laboral tornaban anacrónicos los beneficios fijados en 1944. Modificaciones importantes fueron realizadas en 1984 para los numerosos veteranos de Vietnam que no habían logrado readaptarse a la vida civil, y hubo nuevas enmiendas en el 2008 tras las invasiones de EE. UU. en Irak y Afganistán.